# Ilo Ilo
Ilo Ilo (chinês tradicional: 爸媽不在家; bra Quando Meus Pais Não Estão em Casa;prt Ilo Ilo) é um filme de drama singapurense escrito e dirigido por Anthony Chen e estrelado por Chen Tianwen, Yeo Yann Yann, Angeli Bayani e Koh Jia Ler.
Lançado em 2013, o filme estreou no Festival de Cannes como parte da Quinzena dos Realizadores onde recebeu o prêmio Caméra d'Or, tornando-se assim o primeiro longa-metragem cingapurense premiado no festival.  O filme foi o escolhido para representar o país na disputa pelo Oscar de melhor filme estrangeiro no Oscar 2014, mas não foi nomeado.

## Sinopse
A imigrante filipina Teresa chega a Singapura e instala-se na casa da família Lim, onde vai trabalhar como empregada. O ano é 1997, e uma crise financeira ronda a Ásia. A relação entre os membros da casa é tensa, e a chegada da estranha agrava mais a situação, principalmente quando ela e o problemático filho do casal estabelecem uma conexão.

## Elenco
- Chen Tianwen como Teck, o pai
- Yeo Yann Yann como Hwee Leng, a mãe
- Koh Jia Ler como Jiale
- Angeli Bayani como Teresa ou Terry

## Recepção
Ilo Ilo recebeu uma avaliação de 100% do Rotten Tomatoes com base em 45 críticas. O consenso do site diz: "Tranquilamente compassivo e rico em detalhes, Ilo Ilo é uma estreia surpreendentemente madura do diretor e roteirista Anthony Chen".